# Charged
Albums de Nebula
To The Center Atomic Ritual
Charged est le deuxième album du groupe de hard rock stoner américain Nebula.

## Composition du groupe
- Eddie Glass : chant, guitare, et claviers.
- Mark Abshire : basse et chœurs.
- Ruben Romano : claviers, batterie, et chœurs.

## Liste des chansons de l'album
1. Do It Now - 4:03
2. Beyond - 3:38
3. Giant - 3:55
4. Travelin' Man's Blues - 5:41
5. Instant Gravitation - 3:37
6. This One - 3:42
7. Ignition - 4:34
8. Shaker - 3:27
9. Goodbye Yesterday - 4:38
10. All The Way - 8:30

Après un blanc de 0:48, apparaît un morceau-fantôme: un extrait de l'intro de Wired Now - 0:08; mais joué en acoustique, avec les accords inversés par rapport à la version originale, qui figure sur l'album suivant, Atomic Ritual (2003).